# List od nieznajomej
List od nieznajomej (ang.: Letter from an Unknown Woman) – amerykański film z 1948 roku w reżyserii Maxa Ophülsa. Melodramat na podstawie opowiadania Stefana Zweiga  o tym samym tytule. W 1992 roku film został umieszczony w National Film Registry – liście filmów budujących dziedzictwo kulturowe Stanów Zjednoczonych, do przechowywania w Bibliotece Kongresu.

## Fabuła
Akcja filmu zaczyna się w Wiedniu około roku 1900.  Słynny pianista, Stefan Brand (Louis Jourdan) wraca do mieszkania odwożony powozem przez dwóch przyjaciół. Z rozmowy ich wynika, że następnego dnia mają być sekundantami Stefana, który został wyzwany na pojedynek przez jakiegoś zdradzonego męża. Są rozbawieni sytuacją i wesoło żegnają pianistę, który po ich odjeździe w pośpiechu wchodzi do mieszkania. Lokajowi (Art Smith) każe pakować kufry, gdyż w rzeczywistości nie ma zamiaru brać udziału w pojedynku i z samego rana chce opuścić miasto, ponieważ uważa, że "honor to coś, na co stać tylko dżentelmenów". Lokaj wręcza mu list od nieznajomej kobiety. Zaintrygowany, zaczyna czytać, nie przypuszczając, jak niezwykłą odkryje tajemnicę.  

## Obsada
- Joan Fontaine jako Lisa Berndle
- Louis Jourdan jako  Stefan Brand
- Mady Christians jako  pani Berndle
- Marcel Journet jako  Johann Stauffer
- Art Smith jako  John
- Howard Freeman jako  pan Kastner
- Carol Yorke jako Marie
- John Good jako porucznik Leopold von Kaltnegger
- Leo B. Pessin jako  Stefan, Jr
- Erskine Sanford jako  Porter
- Otto Waldis jako  konsjerż
- Sonya Waldis jako panin Spitzer
- Betty Blythe jako  pani Kohner
- John T. Bambury jako  Midget
- John Elliott jako  sprzedawca kwiatów
- Ilka Grüning jako  bileterka
- Roland Varno jako sekundant Stefana

## Wyróżnienia
- 1992: National Film Registry